# Adam Coon
Adam Jacob Coon (* 14. November 1994) ist ein US-amerikanischer Ringer. Er wurde 2018 Vize-Weltmeister im griechisch-römischen Stil in der Gewichtsklasse bis 130 kg Körpergewicht.

## Werdegang
Adam Coon begann bereits im Alter von vier Jahren unter der Anleitung seines Vaters Dan Coon, der später auch sein Trainer an der High-School wurde, mit dem Ringen. Er besuchte eine High-School in seiner Heimatstadt Fowlerville, Michigan und trat dem dortigen Ringer-Club bei. An der High-School betätigte er sich in beiden Stilarten, griechisch-römisch und Freistil.
Adam Coon wuchs zu einem ausgesprochenen Schwergewichtler heran, der bei einer Größe von 1,94 Metern ca. 130 kg wiegt. Nach der High-School besuchte er die University of Michigan. Sein Trainer dort ist Joe Mc Farland. Er gehört nunmehr dem „Cliff-Keen“-Wrestling-Club Ann Arbor und dem Now York Athletic Club an. Er wohnt nach wie vor in Fowlerville.
Neben dem Ringen spielte Coon auch erfolgreich American Football an der Highschool.
Seine ersten bemerkenswerten Erfolge feierte Adam Coon 2011, als er US-amerikanischer Juniorenmeister im freien Stil und im griechisch-römischen Stil in der Altersgruppe Cadets wurde. Er vertrat daraufhin die US-amerikanischen Farben bei der Junioren-Weltmeisterschaft (Cadets) 2011 in Szombathely. Im freien Stil wurde er dort in der Gewichtsklasse bis 100 kg Junioren-Weltmeister vor Geno Petriaschwili aus Georgien. Er startete in Szombathely auch noch im griechisch-römischen Stil, schied aber nach einer Niederlage in der 1. Runde gegen Tamas Soos aus Slowakei aus und kam nur auf den 11. Platz.
2014 vertrat Adam Coon die US-amerikanischen Farben bei der Junioren-Weltmeisterschaft (Juniors) in Zagreb wieder in beiden Stilarten. In der Gewichtsklasse bis 120 kg gewann er dabei in beiden Stilarten jeweils eine Bronzemedaille.
Von 2015 bis 2017 trat Adam Coon auf der internationalen Ringermatte kaum in Erscheinung. 2016 schaffte er den Sprung zur US-Olympiaausscheidung (Trials) im griechisch-römischen Stil, verlor aber den entscheidenden Kampf gegen Robert Smith.
2018 wurde er bei den NCAA-Championships im freien Stil in der Gewichtsklasse bis 125 kg hinter Kyle Snyder Zweiter. Auch bei der USA-Meisterschaft dieses Jahres im griechisch-römischen Stil kam er hinter Robert Smith auf den 2. Platz. Er siegte aber bei der US-amerikanischen Ausscheidung (Trials) für die Weltmeisterschaft im griechisch-römischen Stil in der Gewichtsklasse bis 130 kg vor Robert Smith.
Bei der Weltmeisterschaft 2018 in Budapest schaffte Adam Coon im griechisch-römischen Stil in der Gewichtsklasse bis 130 kg Körpergewicht den größten Erfolg seiner bisherigen Laufbahn. Er besiegte in Budapest Rafael Krajewski, Polen, Meng Lingzhe, China und Eduard Popp aus Deutschland, fand aber im Finale gegen Sergei Semjonow aus Russland keine Einstellung zum Kampf und verlor schon nach kurzer Kampfzeit mit 0:9 Punkten. Er wurde damit Vize-Weltmeister.
Im April 2019 wurde Adam Coon in Buenos Aires in überlegenem Stil panamerikanischer Meister im griechisch-römischen Stil. Bei den Panamerikanischen Spielen, die im August 2019 in lima stattfanden, verlor er aber schon im Viertelfinale gegen Yasmani Acosta Fernandez aus Chile. Da dieser das Finale nicht erreichte, schied Adam Coon aus und belegte nur den 8. Platz. Auch bei der Weltmeisterschaft einen Monat später in Nur-Sultan (Kasachstan) kam für ihn schon nach der Qualifikation, in der er gegen Meng Lingzhe aus China verlor, das Ende.
Im März 2020 startete er bei den Panamerikanischen Spielen in Ottawa wieder in der Gewichtsklasse bis 130 kg Körpergewicht. Er siegte dort über Yasmani Acosta Fernandez und gegen Moises Salvador Perez Hellburg aus Venezuela, unterlag aber im Finale gegen Angel Ernesto Pacheco Romero aus Kuba.
Nachdem er die Qualifikation für die Olympischen Sommerspiele in Tokio 2021 verpasst hatte, nahmen die Tennessee Titans aus der National Football League (NFL) Coon im Juni unter Vertrag. An der Highschool hatte Coon Football als Linebacker gespielt, für die Titans war er als Offensive Lineman aktiv. Im August trennten die Titans sich bereits wieder von Coon.

## Internationale Erfolge
| Jahr | Platz | Wettbewerb                                     | Stilart | Gewichtsklasse | Ergebnisse |
| ---- | ----- | ---------------------------------------------- | ------- | -------------- | --- |
| 2011 | 1.    | Junioren-WM (Cadets in Szombathely)            | F       | bis 100 kg     | vor Geno Petriaschwili, Georgien, Mojtaba Moradi, Iran und Inal Tasojew, Russland                                                                     |
| 2011 | 11.   | Junioren-WM (Cadets) in Szombathely            | GR      | bis 100 kg     | nach einer Niederlage gegen Tamas Soos, Slowakei |
| 2014 | 3.    | Junioren-WM (Juniors) in Zagreb                | F       | bis 120 kg     | hinter Amar Dhesi, Kanada und Amin Hossein Taheri, Iran                                                                                               |
| 2014 | 3.    | Junioren-WM (Juniors) in Zagreb                | GR      | bis 120 kg     | hinter Sergei Semjonow, Russland und Mantas Knystautas, Litauen                                                                                       |
| 2015 | 1.    | „Bill-Farrell“-Memorial Intern. in New York    | GR      | bis 130 kg     | vor Toby Erickson, USA und Hong Hyun-hee, Südkorea |
| 2018 | 17.   | Großer Preis von Deutschland in Dortmund       | GR      | bis 130 kg     | nach einer Niederlage gegen Kiril Grischchanka, Weißrussland                                                                                          |
| 2018 | 2.    | WM in Budapest                                 | GR      | bis 130 kg     | nach Siegen über Rafael Krajewski, Polen, Mang Lingzhe, China und Eduard Popp, Deutschland und einer Niederlage gegen Sergei Semjonow                 |
| 2019 | 1.    | Panamerikanische Meisterschaft in Buenos Aires | GR      | bis 130 kg     | nach Siegen über Diego Jesus Almendras Rodriguez, Chile, Angel Ernesto Pacheco Romero, Kuba und Luciano Del Rio, Argentinien                          |
| 2019 | 8.    | Panamerikanische Spiele in Lima                | GR      | bis 130 kg     | nach einer Niederlage gegen Yasmani Acosta Fernandez, Chile                                                                                           |
| 2019 | 21.   | WM in Nur-Sultan (Kasachstan)                  | GR      | bis 130 kg     | nach einer Niederlage gegen Meng Lingzhe, China |
| 2019 | 1.    | „Bill-Farrell“-Memorial Intern. in New York    | GR      | bis 130 kg     | vor Jacob Mitchell, Toby Erickson und Bryson McGowan, alle USA                                                                                        |
| 2020 | 5.    | „Matteo-Pellicone“-Tournament in Rom           | GR      | bis 130 kg     | nach einer Niederlage gegen Moises Salvador Perez Hellburg, Venezuela, einem Sieg über Tuomas Lathi, Finnland und einer Niederlage gegen Meng Lingzhe |
| 2020 | 2.    | Panamerikanische Meisterschaft in Ottawa       | GR      | bis 130 kg     | nach Siegen über Yasmani Acosta Fernandez und Moises Salvador Perez Hellburg und einer Niederlage gegen Angel Ernesto Pacheco Romero, Kuba            |

## Erfolge bei nationalen Wettbewerben
| Jahr | Platz | Wettbewerb                      | Stil | Gewichtsklasse | Ergebnisse                                                   |
| ---- | ----- | ------------------------------- | ---- | -------------- | ------------------------------------------------------------ |
| 2011 | 1.    | USA-Jun.-Meisterschaft (Cadets) | GR   | bis 100 kg     |                                                              |
| 2011 | 1.    | USA-Jun.-Meisterschaft (Cadets) | F    | bis 100 kg     |                                                              |
| 2015 | 2.    | NCAA-Championships              | F    | bis 125 kg     | hinter Nick Gwiazdowski und Michael Mc Mullan                |
| 2015 | 3.    | USA-Meisterschaft               | GR   | bis 130 kg     | hinter Robert Smith und Toby Erickson                        |
| 2015 | 1.    | Nat. Olympic-Tials-Qualif.      | GR   | bis 130 kg     | vor Parker Betts und Jacob Mitchell                          |
| 2016 | 2.    | Olympia-Trials                  | GR   | bis 130 kg     | hinter Robert Smith                                          |
| 2016 | 3.    | NCAA-Championships              | F    | bis 125 kg     | hinter Kyle Snyder und Nick Gwiazdowski                      |
| 2018 | 2.    | NCAA-Championships              | F    | bis 125 kg     | hinter Kyle Snyder und Amar Dhesi                            |
| 2018 | 2.    | USA-Meisterschaft               | GR   | bis 130 kg     | hinter Robert Smith, vor David Orndorff und Donny Longendyke |
| 2018 | 1.    | WM-Trials                       | GR   | bis 130 kg     | vor Robert Smith, David Orndorff und Dom Bradley             |

Erläuterungen
- GR = griechisch-römischer Stil
- F = freier Stil
- WM = Weltmeisterschaft
- Trials = Ausscheidungs-Wettkampf
- NCAA = US-amerikanischer Studenten-Sportverband